# Danny McKnight
Pour les articles homonymes, voir McKnight.
Danny McKnight, né le 9 avril 1951  à Columbus, est un militaire américain. Il est notamment connu pour avoir participé à la bataille de Mogadiscio au sein du 75e régiment de rangers.

## Biographie
En 1973, il termine ses études à l'Université d'État de Floride et commence sa carrière militaire en mars 1974.
En 1989, il participe aux opérations militaires au Panama.
En 1993, il participe à la bataille de bataille de Mogadiscio avec le 75e régiment de rangers.
Il prend sa retraite militaire en 2002.
En 2011, il se rend à French Valley pour y signer plusieurs de ses autobiographies.
En 2012, à Kandahar, en Afghanistan, il donne des conférences pour les militaires présents.

## Postérité
Dans La Chute du faucon noir qui met en scène la bataille de Mogadiscio, son rôle est interprété par Tom Sizemore.